# Гитара (фильм)
«Гитара» (англ. The Guitar) — драматический фильм 2008 года режиссёра Эми Редфорд.

## Сюжет
Мел Уайлдер (Саффрон Берроуз) больна неоперабельным раком гортани. По словам лечащего врача ей остаётся жить не более двух месяцев. Опоздав после этого на работу, Мел узнаёт, что её уволили. Позвонив своему бойфренду Бретту, она настаивает на скорой встрече, чтобы сообщить о своём диагнозе. Но не выслушав её он предлагает расстаться.
Мел старается не унывать. Бросив свою скромную квартиру в подвале дома и сняв сбережения в банке, она арендует апартаменты с видом на набережную и планирует провести остаток жизни в роскоши. Во сне Мел вспоминает о мечте детства — желании научиться играть на электрогитаре, которое она ещё успеет осуществить.

## В ролях
| Актёр            | Роль                                      |
| ---------------- | ----------------------------------------- |
| Саффрон Берроуз  | Мелоди «Мел» Уайлдер                      |
| Исаак де Банколе | Роско Васц грузчик                        |
| Пас де ла Уэрта  | Констанс «Куки» Клементе разносчица пиццы |
| Джанин Гарофало  | доктор Мюррей                             |
| Дэвид Уэйн       | телефонист                                |
| Элизабет Марвел  | Ма Уайлдер мать Мел                       |
| Билл Кэмп        | Па Уайлдер отец Мел                       |
| Крис Бауэр       | заведующий отделением хирургии            |
| Рег Роджерс      | Бретт бойфренд Мел                        |
| Адам Трес        | мистер Лаффс                              |

## Отзывы
Фильм получил смешанные отзывы кинокритиков. На сайте Rotten Tomatoes у фильма 33 % положительных рецензий из 18.
Режиссёр фильма Эми Редфорд была номинирована на 3 премии — «Crystal Globe» кинофестиваля в Карловых Варах, «EDA Special Mention Award» Alliance of Women Film Journalists и «Golden Spike» Valladolid International Film Festival.